# Flathinnis
Flathinnis, auch Flath Innis, ist ein im 18. Jahrhundert konstruiertes vorgeblich irisch/gälisches Wort. Es setzt sich aus den beiden Teilen flath/flaith (altirisch für herrschender Adel und „Leute mit Fähigkeiten“, siehe Aithech fortha) sowie dem schottisch-gälischen innis („Insel“) zusammen. Die Flathinnis wäre somit die „Insel der Edlen/Guten“ und soll dem griechischen Elysion und dem Valhalla der nordischen Mythologie entsprechen.

## Historischer Hintergrund
Im ausgehenden 18. und im 19. Jahrhundert wurde im Zuge der damaligen Keltomanie nicht Nachweisbares oder Belegbares in Mythologie und Geschichte der Kelten (vorwiegend der Inselkelten) häufig einfach „erfunden“. Der österreichische Keltologe Helmut Birkhan nennt dieses Vorgehen „fiktionale Wissenschaft“. Es war dies die Zeit der gefälschten Texte des Ossian von James Macpherson und des Barddas von Iolo Morganwg. Allerdings wird von einigen der damaligen Autoren – unter anderem von Johann Gottfried Herder – darauf hingewiesen, dass ausgerechnet im Ossian der Begriff Flathinnis nicht zu finden sei.
Mit Ende des 19. Jahrhunderts verschwand das Kunstwort aus den Lexika. In den Werken moderner Keltologen ist das Wort nicht mehr vorzufinden. Ausschlaggebend dafür war unter anderem, dass weder bei den antiken griechischen und römischen Autoren noch in den frühmittelalterlichen Aufzeichnungen (vorchristlicher) inselkeltischer Mythen der Begriff Flathinnis vorkommt.
Antike keltische Wörter für ein „schönes“ Jenseits verstorbener guter und sein „strafendes“ Gegenstück für böse Menschen sind tatsächlich nicht überliefert, die Keltische Anderswelt ist primär nicht nur der Aufenthaltsort der Toten, sondern eher eine der Menschenwelt parallele Geisterwelt. Dies ist auch die Bedeutung des altirischen andomhain und des kymrischen annwn (beide Wörter können mit „Untiefen“, „Unterwelt“, „Innenwelt“ übersetzt werden).

## Stichwortsammlung (Auswahl)
- Göttingische gelehrte Anzeigen von 1779:

Die Flathinnis, Insel des Friedens, der Aufenthalt abgeschiedener Seelen.
- Allgemeines Mythologisches Lexicon von 1804:

Flathinnis, d.i. die Insel der Tapfern, hieß bei den alten Galen und Celten der Ort der Glückseligkeit, in welchen die guten Menschen nach dem Tode aufgenommen wurden.
- Der Himmel der Zukunft von 1804:

Die Caledonischen Barden, nur nicht Ossian, lassen die Seelen guter Menschen, gleich nach dem Tode in den Himmel gelangen. Dies ist ihr Flathinnis, die Insel der Tapfern und Tugendhaften, wo ewiger Frühling und unsterbliche Jugend blüht. […] Gegenstück zu dieser Flathinnis ist die Beschreibung der Hölle, Ifurin genannt.
- A Gaelic dictionary in two parts von 1825:

Elysium: flathinnis nam cinneach, aite rothaineach sam bi.
- Johann Gottfried von Herder’s sämmtliche Werke von 1828:

Zwar wird in den Werken der kaledonischen Barden auch an eine Insel des Friedens Flathinnis gedacht, […] in Ossians Gedichten erinnere ich mich aber keiner Spur dieses Elysiums seiner abgeschiedenen Väter […]
- Ältere und neuere Geschichte des Glaubens an das Hereinragen einer Geisterwelt in die unserige von 1834:

Den gallischen Druiden war ihr Flathinnis oder die Insel der Tugendhaften ein Ort, aus welcher jede unangenehme Vorstellung verbannt war.
- Damen Conversations Lexikon von 1835:

 Flathinnis (Mythologie): Nach altgalischen und celtischen Traditionen die Insel der Tapfern, das Walhalla jener Völkerschaften, ein heitres, paradiesisches Land, reizend geschildert. Dort wohnen in reiner Seligkeit die Seelen der Tapfern und Guten bei einander, und erfreuen sich im Genusse eines immerdauernden Lenzes unsterblicher Jugendblüthe. Der Himmel ist fast wolkenlos, die Wipfel der Baume beugt nie ein Sturm, nur sanftes Flüstern durchsäuselt die Zweige; die Bache, die von den Bergen in die Thäler fallen, klingen wie fernes Harfenrauschen, und auf grünen Hügeln thronen die Hallen, in denen sich die Geister der Verstorbenen ergehen.
- Wörterbuch der Mythologie von 1874:

Flathinnis (Celt. M.): Das Elysium, der Aufenthalt der Seligen, das heisst: der Tapfern, welche im Kriege an Wunden geblieben sind.